# Doktor Martin
Doktor Martin (ang. Doc Martin) – brytyjski serial telewizyjny z Martinem Clunesem w roli tytułowej.

## O serialu
Serial opowiada historię doktora Martina Ellinghama (Martin Clunes), chirurga naczyniowego. Zapada on na hemofobię, lęk przed krwią. Ta przypadłość zmusza go do porzucenia kariery w Londynie. Wraca do małego miasteczka Portwenn w Kornwalii, gdzie bywał w dzieciństwie na farmie swej ciotki Joan (Stephanie Cole). Obejmuje tam posadę lekarza pierwszego kontaktu. Do pomocy ma recepcjonistkę. 
Zdjęcia do serialu zostały zrealizowane w Port Isaac w Kornwalii. 
Serial składa się z 79 odcinków podzielonych na 10 sezonów. Produkcja ósmego sezonu odbyła się w 2017 roku a dziewiątego w 2019. 
W Polsce serial, do piątego sezonu, wyemitował Hallmark i TVP2 (od 4 listopada 2009). W marcu 2023 roku na platformie CDA nastąpiła polska premiera 10 sezonu. 

## Obsada

### Role główne
- Martin Clunes jako dr Martin Ellingham, lekarz pierwszego kontaktu, były chirurg, cierpi na hemofobię
- Caroline Catz jako Louisa Ellingham (de domo Glasson), nauczycielka, a później również dyrektorka szkoły w Portwenn
- Eileen Atkins jako dr Ruth Ellingham, ciotka Martina, psychiatra sądowy, odziedziczyła farmę po śmierci Joan (sezony 5-10)
- Ian McNeice jako Bert Large, hydraulik i miejscowy przedsiębiorca, który przez swoje nietrafione pomysły łatwo bankrutuje
- Joe Absolom jako Al Large, syn Berta imający się różnych zajęć
- Selina Cadell jako Sally Tishell, aptekarka, ze słabością do dr Martina
- Jessica Ransom jako Morwenna Large (de domo Newcross), recepcjonistka, później również żona Ala Large'a (sezony 5-10)
- John Marquez jako posterunkowy Joe Penhale, policjant z problemami, cierpiący na agorafobię i narkolepsję (sezony 3-10)
- Stephanie Cole jako Joan Norton, ciotka Martina, na której farmie wychowywał się mały Martin (sezony 1-4)
- Lucy Punch jako Elaine Denham, recepcjonistka (sezon 1)
- Katherine Parkinson jako Pauline Lamb, recepcjonistka, później także flebotomistka (sezony 2-4)
- Stewart Wright jako posterunkowy Mark Mylow (sezony 1-2)

### Role drugoplanowe
- Louise Jameson jako Eleanor Glasson, matka Louisy
- Claire Bloom jako Margaret Ellingham, matka Martina
- John Woodvine jako Christopher Ellingham, lekarz, ojciec Martina, brat Joan i Ruth
- Jeff Rawle jako Roger Fenn, nauczyciel śpiewu
- Tristan Sturrock jako Danny Steel, były chłopak Louisy
- Lia Williams jako dr Edith Montgomery, ginekolog, przyjaciółka dr Martina
- Felix Scott jako Michael Pruddy, opiekun dziecka Ellinghamów, w czym nie przeszkadza mu nerwica natręctw

W mniejszych rolach i epizodach wystąpili m.in.: Sigourney Weaver, David Haig, Gemma Jones, Phyllida Law, Art Malik, Sophie Thompson, Peter Vaughan, David Bamber.

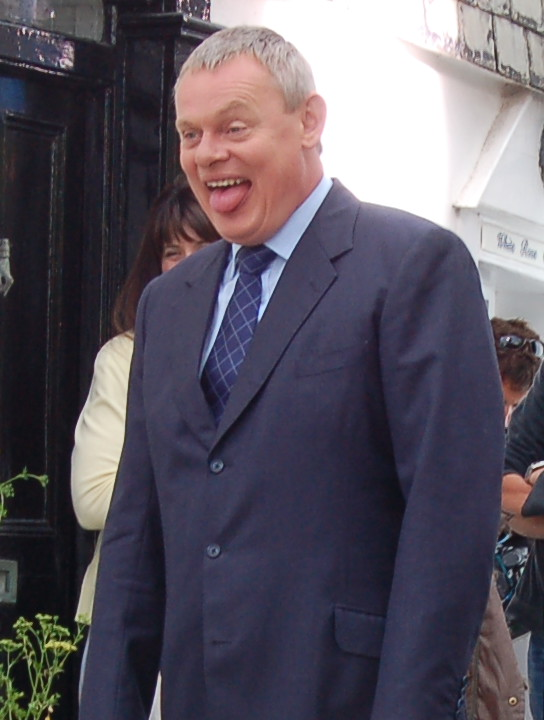
Martin Clunes jako doktor Martin Ellingham
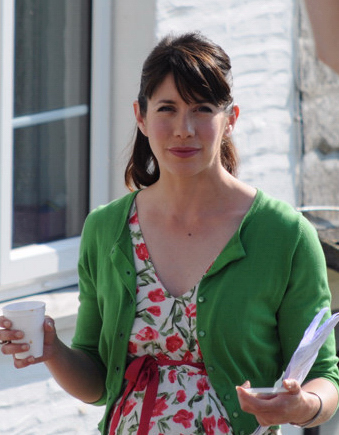
Caroline Catz jako Louisa Glasson
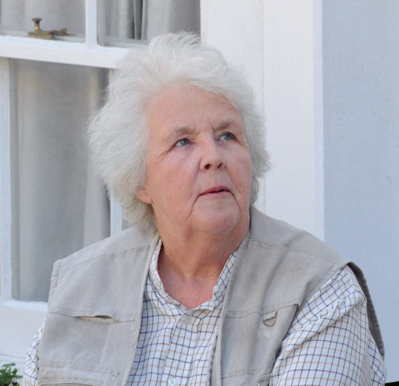
Stephanie Cole jako Joan Norton

## Ciekawostki
Producentka serialu Philippa Braithwaite jest prywatnie żoną Martina Clunes'a. Martin Clunes w przeciwieństwie do granej przez siebie postaci jest miłośnikiem zwierząt. 